# 勒萨普安德烈
勒萨普安德烈（法語：Le Sap-André，法語發音：[lə sap ɑ̃dʁe] ⓘ）是法国奥恩省的一个市镇，属于阿让唐区。

## 地理
勒萨普安德烈（48°49'53"N, 0°22'49"E）面积9.53 平方千米，位于法国诺曼底大区奧恩省。该省份为法国西北部的内陆省份，北起顺时针与卡爾瓦多斯省、厄尔省、厄尔-卢瓦省、萨尔特省、马耶讷省和芒什省接壤。
与勒萨普安德烈接壤的市镇（或旧市镇、城区）包括：肖蒙、圣埃夫鲁德蒙福尔、图凯特、拉特里尼泰德莱捷、乌什堡。

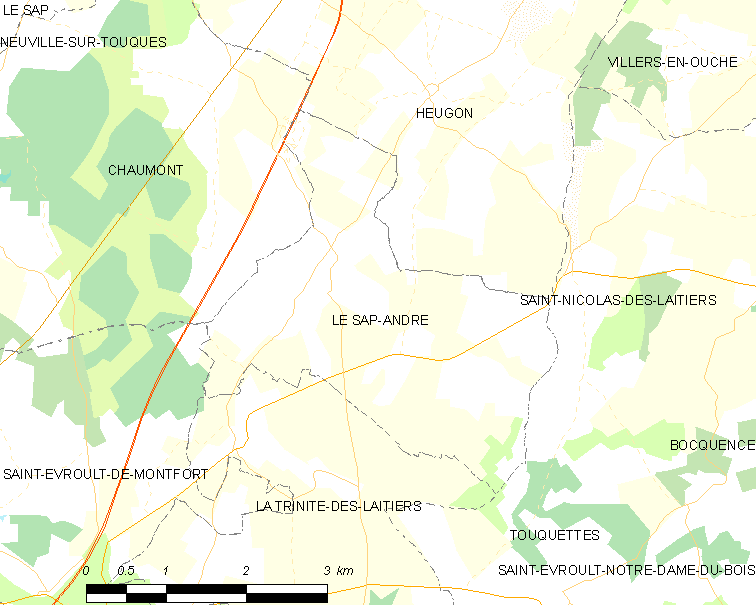
勒萨普安德烈的OSM定位图

勒萨普安德烈的时区为UTC+01:00、UTC+02:00（夏令时）。

## 行政
勒萨普安德烈的邮政编码为61230，INSEE市镇编码为61461。

## 政治
勒萨普安德烈所属的省级选区为维穆捷县。

## 人口

1962-2008年间勒萨普安德烈人口变化图示

勒萨普安德烈于2022年1月1日时的人口数量为125人。